# (39382) Opportunity
(39382) Opportunity est un astéroïde de la ceinture principale.
Il a été baptisé selon le nom du robot explorateur Opportunity, déposé sur Mars le 24 janvier 2004. Ce robot a lui-même été baptisé pour évoquer la « terre d’occasions » (land of opportunity) que représentait l'Amérique du Nord aux yeux des colons européens.